# Ядерна бомба Mark 11
Ядерна бомба Mark 11 — американська ядерна бомба, розроблена на основі попередньої ядерної бомби Mark 8 у середині 1950-х років. Як і Mark 8, Mark 11 була наземною зброєю, також відомою як ядерний бункерний руйнівник.

## Опис
Як і у випадку з Mark 8, Mark 11 була ядерною бомбою гарматного типу (див. також: збірна зброя гарматного типу). Він використовував фіксовану велику мішень із високозбагаченого урану (ВОУ), ствол, схожий на гармату, і пороховий заряд і уранову кулю або снаряд, які вистрілювали ствол у ціль.
Mark 11 був вперше випущений в 1956 році і був на озброєнні до 1960 року. Всього було виготовлено 40 бомб, які замінили, але не розширили кількість бомб Mark 8. Розміри 14 см у діаметрі та 3,7 м довжини, вагою від 3,210 — 3,500 кг. Повідомляється, що потужність була такою ж, як у Mark 8, від 25 до 30 кілотонн.
Повідомляється, що обидві бомби використовували однакову основну конструкцію зброї, що розщеплюється, але Mark 11 мав набагато сучасніший зовнішній корпус, призначений для більш глибокого та надійнішого проникнення в землю. У Mark 8 був плоский ніс, дуже схожий на торпеду. Ніс Mark 11 мав загострену оживальну форму. МК-11, також відомий як МК-91, мав змінну продуктивність завдяки зміні цільових кілець. Основна відмінність від МК-8 полягала в тому, що МК-91 мав електричний привід як запобіжний пристрій, який обертав шліцьове кільце, щоб запобігти попаданню снаряда в цільові кільця. МК-8 не мав запобіжників. Після вивільнення з літака-доставника детонація відбувалася після того, як запали чорного пороху горіли 90-110 секунд. МК-91 був зброєю глибокого проникнення в багатьох поверхневих матеріалах. Полонієвий ініціатор нейтронів "ФЕБЕ" підвищив ефективність ядерної детонації.

## Дивись також
- Ядерна бомба Mark 8
- Ядерна бомба Mark 1 Малюк